# Johan Ankerstjerne

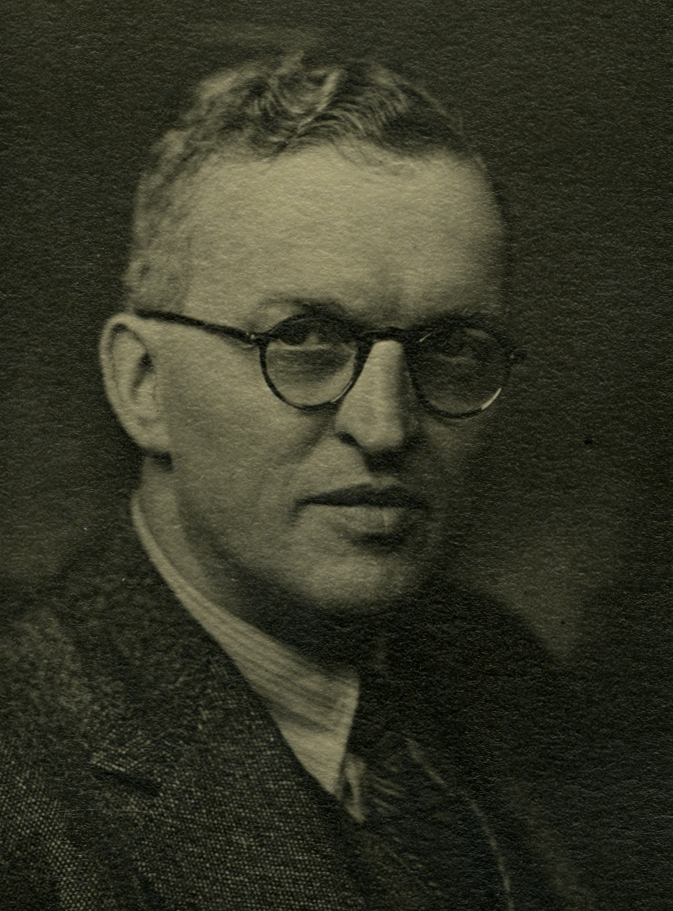
Johan Ankerstjerne

Johan Ankerstjerne (* 17. Januar 1886 in Randers, Dänemark; † 20. August 1959 in Kopenhagen) war ein dänischer Kameramann, ein Pionier des skandinavischen Stummfilms.

## Leben
Johan Ankerstjerne galt neben Axel Graatkjær als der bedeutendste Kamerapionier des dänischen Films. Er erhielt in seiner Heimatstadt Randers eine Ausbildung zum Uhrmacher, wechselte aber bald zur Fotografie und begann bereits 1907 seine Filmkarriere. Anfänglich als Kinooperateur (einfacher Kameramann) eingesetzt, wurde Ankerstjerne 1911 von der größten Produktionsfirma Dänemarks, der Nordisk, als Chefkameramann eingestellt. Viele dieser bis zum Ausbruch des Ersten Weltkriegs entstandenen Filme, darunter auch eine frühe (1913), ambitionierte Kinofassung von Arthur Schnitzlers Liebelei, liefen mit großem Erfolg im deutschen Kaiserreich. In der Folgezeit filmte Ankerstjerne Hunderte von Werken – überwiegend Dramen, Komödien und Melodramen – unter führenden Filmregisseuren jener Zeit wie Benjamin Christensen und August Blom.
1915 wechselte er zur Dansk Biografkompagni, wo ihm gleich zu Beginn mit Christensens Drama Rache! (Hævnens Nat), der Geschichte eines Mannes, der unschuldig viele Jahre im Gefängnis verbringen musste, ein Erfolg beschieden war. Ankerstjernes künstlerisch befriedigendste Schaffensperiode begann mit seinem Wechsel nach Schweden zu Beginn der 1920er-Jahre. Dort schuf er mit seinem wichtigsten Film Hexen – Aberglaube in Vergangenheit und Gegenwart eine düstere, mittelalterliche Welt. Nachdem er 1924 seine Tätigkeit als Kameramann beendet hatte, wechselte Johan Ankerstjerne noch im selben Jahr in die technische Abteilung der Nordisk. 1931 schied er aus der Firma aus. 1932 errichtete Johan Ankerstjerne ein eigenes Filmlaboratorium (Kopierwerk), das er bis zu seinem Lebensende führte. Bei Kriegsende 1945 wurde dem Kinopionier erstmals auch die Lizenz erteilt, ein Kino zu führen.
Ankerstjerne zu Ehren wird in unregelmäßigen Abständen im Rahmen des Bodil-Filmpreises der Johan Ankerstjernes Fotografpris für die beste Leistung als Kameramann beim dänischen Film verliehen.

## Filmografie (Auswahl)
| - 1911: Die verhängnisvolle Lüge (Fru Potifar) - 1911: Der dunkle Punkt (Det mørke punkt) - 1912: Djævelens datter - 1912: Den første kærlighed - 1912: Guvernørens datter - 1912: Herzenskämpfe (Hjerternes Kamp) - 1912: Das Geheimnis des Fürsten (En hofintrige) - 1912: Die Flucht durch die Wolken (Den sande kærlighed) - 1912: Operabranden - 1912: Den tredie magt - 1913: Liebelei (Elskovsleg) - 1913: Atlantis (Atlantis) - 1913: Bristet lykke - 1913: Fem kopier - 1913: Um einen hohen Preis (Højt spil) - 1913: Karnevalsdjævelen - 1913: De mygifte - 1913: Der Pressepirat (Pressens magt) - 1913: Sladder - 1913: Troløs - 1913: Das Spiel mit dem Feuer (Vasens himmelighet) - 1914: Aeventyrersken - 1914: Fædrenes synd - 1914: Die Schule des Lebens (Et læreår) - 1914: Revolutionshochzeit (Revolutionsbryllup) - 1914: Den store middag - 1914: Der Retter des Vaterlandes (Pro Patria) - 1915: Addys ægteskab - 1915: Gentlemansekretæren | - 1915: Rache! (Hævnens nat) - 1915: Die Gerechtigkeit siegt! (Lotteriseddel No. 22152) - 1915: Sønnen - 1915: Glaube an mich (Syndens datter) - 1915: Die Ehe im Schatten (Du skal elske din næste) - 1915: Voksdamen - 1915: Das jüngste Gericht (Verdens undergang) - 1915: Syndig kærlighed - 1916: Gillekop - 1917: Pigen fra palls - 1917: Dommens dag - 1917: Laegen - 1917: Du skal ære - 1917: Præsten fra - 1918: Bajadser - 1918: Hævneren - 1918: En aften scene - 1919: Dømmer ikke - 1919: Lykkeper - 1919: Seelenqualen (Sammvittighedskvaler) - 1919: Scenens børn - 1920: Hendes fortid - 1920: Munkens fristelser - 1921: Timeglasset - 1921: Hexen – Aberglaube in Vergangenheit und Gegenwart - 1922: Pan - 1922: Republikaneren - 1923: Hadda Padda - 1924: Wer trägt die Schuld? (Det store hjerte) |